# Chicago Sky 2017
La stagione 2017 delle Chicago Sky fu la 12ª nella WNBA per la franchigia.
Le Chicago Sky arrivarono quarte nella Eastern Conference con un record di 12-22, non qualificandosi per i play-off.

## Roster
| N° | Naz.                   | Ruolo | Sportivo             | Anno | Alt. | Peso |
| -- | ---------------------- | ----- | -------------------- | ---- | ---- | ---- |
| 1  | Stati Uniti (bandiera) | A     | Tamera Young         | 1986 | 188  | 77   |
| 2  | Stati Uniti (bandiera) | GA    | Kahleah Copper       | 1994 | 185  | 70   |
| 3  | Canada (bandiera)      | C     | Adut Bulgak          | 1992 | 193  | 71   |
| 11 | Stati Uniti (bandiera) | A     | Amber Harris         | 1988 | 196  | 88   |
| 12 | Stati Uniti (bandiera) | A     | Bashaara Graves      | 1994 | 188  | 91   |
| 14 | Stati Uniti (bandiera) | G     | Allie Quigley        | 1986 | 178  | 64   |
| 22 | Stati Uniti (bandiera) | G     | Courtney Vandersloot | 1989 | 173  | 59   |
| 23 | Stati Uniti (bandiera) | G     | Cappie Pondexter     | 1983 | 175  | 73   |
| 24 | Stati Uniti (bandiera) | A     | Keisha Hampton       | 1990 | 185  | 78   |
| 25 | Stati Uniti (bandiera) | G     | Makayla Epps         | 1995 | 178  |      |
| 31 | Stati Uniti (bandiera) | C     | Stefanie Dolson      | 1992 | 193  | 97   |
| 32 | Stati Uniti (bandiera) | A     | Cheyenne Parker      | 1992 | 193  | 86   |
| 34 | Stati Uniti (bandiera) | C     | Imani McGee-Stafford | 1994 | 201  | 88   |
| 35 | Stati Uniti (bandiera) | A     | Jordan Hooper        | 1992 | 188  | 84   |
| 51 | Stati Uniti (bandiera) | A     | Jessica Breland      | 1988 | 191  | 79   |

## Staff tecnico
- Allenatore: Amber Stocks
- Vice-allenatori: Carlene Mitchell, Carla Morrow
- Preparatore atletico: Heidi Wlezien
- Preparatore fisico: Ann Crosby